# مسیرهای دوپامینرژیک

مسیرهای دوپامینرژیک اصلی مغز انسان.

مسیرهای دوپامینرژیک، که گاهی اوقات به نام پروجکشن‌های دوپامینرژیک شناخته می‌شوند، مجموعه ای از نورون‌های پرتابی در مغز هستند که ترکیب و آزادسازی انتقال دهنده عصبی دوپامین را بر عهده دارند. به هر نورون در این مسیر یک نورون دوپامین گفته می‌شود. نورون‌های دوپامین دارای آکسون‌هایی هستند که در تمام طول مسیر کشیده شده‌اند. پریکاریون‌های نورون‌ها آنزیم‌هایی را تولید می‌کنند که باعث ترکیب دوپامین شده، و سپس آن‌ها از طریق آکسون‌های پرتابی به مقصد سیناپسی شان، جایی که بیشترین مقدار دوپامین ساخته می‌شود، فرستاده می‌شوند. سلول‌های عصبی دوپامینرژیک بدن در این مناطق مانند بخش pars compacta ماده سیاه به دلیل وجود رنگدانهٔ سیاه ملانین، به رنگی بودن می‌گرایند. مسیرهای دوپامینرژیک در بسیاری از کارکردها مانند کارکردهای اجرایی، یادگیری، پاداش، انگیزه و کنترل عصبی عضلانی نقش دارند. اختلال در این مسیرها و هسته‌ها ممکن است باعث بیماری‌ها و اختلالات زیادی از جمله بیماری پارکینسون، اختلال کم توجهی - بیش فعالی، اختلال وسواس فکری-عملی، اعتیادو سندروم پای بی‌قرار می‌شود.

## مسیرها
تعداد زیادی مسیر دوپامینرژیک در مغز انسان وجود دارد. چهار مسیر اصلی در جدول زیر آورده شده‌اند.
| نام مسیر                  | نام مسیر                | توصیف | فرایندهای مرتبط                                        | اختلالات مرتبط                                      |
| ------------------------- | ----------------------- | --- | ------------------------------------------------------ | --------------------------------------------------- |
| Mesocorticolimbic پروجکشن | مسیر مزولیمبیک          | مسیر مزولیمبیک دوپامین را از ناحیهٔ تگمنتوم شکمی که در میان مغز قرار دارد گرفته و به جسم مخطط می‌برد، که شامل nucleus accumbens و olfactory tubercle می‌باشد. پیشوند مزو در کلمهٔ مزولیمبیک به میان مغز اشاره می‌کند، زیرا مزو در یونانی به معنی میان است. |                                                        |                                                     |
| Mesocorticolimbic پروجکشن | مسیر مزوکورتیکال        | پیشوند «مزو» در مزوکورتیکال به VTA که در میان مغز است اشاره دارد، و «کورتیکال» به کورتکس اشاره می‌کند. | - کارکردهای اجرایی                                     | - اختلال کم توجهی - بیش فعالی - اعتیاد - اسکیزوفرنی |
| مسیر نیگروستریاتال        | مسیر نیگروستریاتال      | مسیر نیگروستریاتال دوپامین را از ماده سیاه pars compacta به هسته دم دار و پوسته مغز می‌برد. تودهٔ سیاه در میان مغز قرار دارد در حالی که caudate nucleus و پوسته در dorsal striatum هستند.                                                               | - کارکرد حرکتی - شناخت مربوط به پاداش - یادگیری انجمنی | - اعتیاد - رقصاک - بیماری پارکینسون                 |
| مسیر Tuberoinfundibular   | مسیر Tuberoinfundibular | مسیر tuberoinfundibular دوپامین را از arcuate nucleus در هیپوتالاموس، به هیپوفیز می‌برد. | - فعالیت این مسیر باعث مهار آزادسازی پرولاکتین می‌شود.  | - هایپرپرولاکتینمی                                  |

مسیرهای عمده (مانند بالا)
مزوکورتیکولیمبیک
- VTA → Prefrontal cortex
- VTA ← جسم مخطط (nucleus accumbens و olfactory tubercle)

نیگروستریاتال
- SNc → Dorsal striatum (هسته دم دار و پوسته)

Tuberoinfundibular
- ناحیه لوله ای هیپوتالاموس (Infundibular nucleus) → برجستگی میانی (دوپامینی که در برجستگی میانی آزاد می‌شود از طریق سیستم دریچه ای هیپوفیزی به هیپوفیز می‌رسد)

دیگر مسیرها
- VTA ← آمیگدال[۱۰]
- VTA ← هیپوکامپ
- VTA → Cingulate cortex
- VTA ← پیاز بویایی
- SNc → Subthalamic nucleus[۱۱]

گاهی اوقات به مسیرهای مزوکورتیکال و مزولیمبیک به‌طور همزمان مسیر مزوکورتیولیمبیک گفته می‌شود.

## کارکرد
مسیرهای دوپامینرژیک که از ماده سیاه pars compacta و تگمنتوم شکمی به جسم مخطط (یعنی مسیرهای nigrostriatal و مزولیمبیک) پرتاب می‌شوند، یک جزء از یک توالی از مسیرهایی به نام حلقهٔ کورتیکو-بازال گانگلیا-thalamo-کورتیکال را تشکیل می‌دهند. این روش طبقه‌بندی در مطالعه از بسیاری از بیماری روانی مورد استفاده قرار می‌گیرد. جزء نیگروستریاتال حلقه متشکل از SNc است که باعث به وجود آمدن هر دو مسیر مهاری و تحریکی است که از striatum تا گوی رنگ پریده ادامه دارند، و بعد به تالاموس می‌رسند یا ابتدا به subthalamic nucleus و سپس به تالاموس می‌رسند. نورون‌های دوپامینرژیک در این مدار باعث افزایش میزان شلیک فازی در پاسخ به خطای مثبت پاداش، یعنی وقتی پاداش از حد مورد انتظار بیشتر است می‌شوند. این نورون‌ها در زمان پیش‌بینی پاداش منفی (پاداش از حد مورد انتظار کمتر باشد) شلیک فازی را کاهش نمی‌دهند، و این فرضیه را به وجود می‌آورند که نورون‌های سروتونرژیک به جای نورون‌های دوپامینرژیک کاهش پاداش را رمزگذاری می‌کنند. از این یافته‌ها دو فرضیه حاصل می‌شود که نقش عقده بازال و مدارهای دوپامین نیگروستیاتال در انتخاب فعالیت را توضیح می‌دهند. اولین مدل نشان می‌دهد یک «منتقد» مقدار را رمزگذاری کرده و یک بازیگر پاسخ به تحریک صورت گرفته بر اساس آن مقدار را رمزگذاری می‌کند. اما مدل دوم می‌گوید که این فعالیت‌ها از عقده بازال سرچشمه نمی‌گیرند و در عوض در کورتکش به وجود آمده و توسط عقده بازال انتخاب می‌شوند. این مدل می‌گوید که مسیر مستقیم رفتار مناسب را کنترل می‌کند و غیر مستقیم اقدامات نامناسب برای موقعیت را سرکوب می‌کند. این مدل پیشنهاد می‌کند شلیک تونیک دوپامینرژیک باعث افزایش فعالیت مسیر مستقیم شده و اوضاع را به طرف افزایش سرعت انجام فعالیت‌ها سوق می‌دهد.